# 高知彰
高知彰（？年—1639年），號澹修，山东济南府海丰县人。明末政治人物。

## 生平
父高毓秀，舉人，官沈丘知县。萬曆三十一年（1603年）癸卯科山东乡试舉人，崇祯四年（1631年）辛未科进士。兵部观政，六年授南宫县知县，八年调真定县，十年行取，十一年丁忧归乡。十二年正月初二日，济南被清军攻破，高知彰殉節而死。